# Mitch McConnell
Addison Mitchell »Mitch« McConnell mlajši, ameriški republikanski politik, * 20. februar 1942, Tuscumbia, Alabama, Združene države Amerike.
McConnell je republikanski senator iz Kentuckyja in vodja senatne večine.  Je najdlje delujoči senator v zgodovini Kentuckyja. 

## Zasebno življenje
McConnell je član Baptistične cerkve. Njegova prva žena je bila Sherrill Redmon.. Z njo ima tri otroke: hčerki Elly in Claire ter sina Porterja.  Njegova druga žena, s katero se je poročil leta 1993, je Elaine Chao, bivšo Sekretarka za delo med administracijo George W. Busha in prvo azijsko-ameriško žensko članico Kabineta.
Njegovo osebno premoženje je bilo leta 2010 ocenjeno na med 9.839.049 in 44.587.000 USD, s čimer se je na lestvici ameriških senatorjev uvrstil na 10. mesto. 